# Good morning (藤原さくらのアルバム)
『good morning』（グッドモーニング）は、藤原さくらのメジャー1作目（通算2作目）のオリジナル・アルバム。2016年2月17日にSPEEDSTAR RECORDSから発売された。

## 概要
藤原のメジャー・デビュー作『à la carte』から11か月ぶりのリリース作であり、メジャー・レーベルから発売された初のオリジナル・アルバムである。
藤原は今作について、20歳を迎え「新しい自分を想い切り出したい」と思った作品であり、「自分が好きな音楽のジャンルや切り口をなるべくいっぱい詰め込みたい」と思って楽曲を制作したと語っている。
本作の発売に先駆け、2015年12月16日に「「かわいい」」が先行配信され、2016年1月9日にビルボードライブ東京でワンマンライブ「morning bell」が開催された。また、2016年3月6日から4月10日にかけて本作を引っ提げた『藤原さくら ワンマンツアー2016「good morning」』が開催された。

## 収録曲
| 全作詞・作曲: 藤原さくら。 |                     |            |            |               |      |
| #                          | タイトル            | 作詞       | 作曲・編曲 | 編曲          | 時間 |
| 1.                         | 「Oh Boy!」         | 藤原さくら | 藤原さくら | 青柳拓次      | 3:39 |
| 2.                         | 「「かわいい」」    | 藤原さくら | 藤原さくら | Yagi&Ryota    | 4:41 |
| 3.                         | 「I wanna go out」  | 藤原さくら | 藤原さくら | mabanua       | 3:14 |
| 4.                         | 「maybe maybe」     | 藤原さくら | 藤原さくら | 関口シンゴ    | 4:36 |
| 5.                         | 「How do I look?」  | 藤原さくら | 藤原さくら | Shingo Suzuki | 3:18 |
| 6.                         | 「1995」            | 藤原さくら | 藤原さくら | 高田漣        | 2:39 |
| 7.                         | 「BABY」            | 藤原さくら | 藤原さくら | Yagi&Ryota    | 4:22 |
| 8.                         | 「good morning」    | 藤原さくら | 藤原さくら | 関口シンゴ    | 3:44 |
| 9.                         | 「Give me a break」 | 藤原さくら | 藤原さくら | mabanua       | 3:05 |
| 10.                        | 「これから」        | 藤原さくら | 藤原さくら | Curly Giraffe | 4:38 |
| 11.                        | 「You and I」       | 藤原さくら | 藤原さくら | Shingo Suzuki | 3:53 |
| 合計時間:                  | 合計時間:           | 合計時間:  | 41:49      |               |      |

### 曲の解説
1. Oh Boy!
森永乳業「トロピココ」Web Movie「天然ビジンのつくりかた」挿入歌[5]。
カントリー調の楽曲[6]。本作のレコーディングの初期に出来た楽曲で、曲の原型は2015年4月から5月にできていた[7]。
アレンジは、藤原の「すごく爽やかな朝みたいなアレンジ」というリクエストに答えたもの[7]。
2. 「かわいい」
先行配信曲。詳細は該当する項目を参照。
3. I wanna go out
全英語詞のジャズ調の楽曲。藤原が高校時代に書いた楽曲で、メジャーデビュー前の福岡でのライブハウスでよく演奏されていた[7]。
藤原のアコースティック・ギター以外の演奏を、mabanua一人が担当した[7]。
4. maybe maybe
5. How do I look?
全英語詞曲。
6. 1995
全英語詞曲。映画『世界は今日から君のもの』（2017年）主題歌[8]。
7. BABY
8. good morning
九州電力 「キレイライフプラス」CMソング。
全英語詞曲で、アルバムタイトル決定後に、アルバム全体のトーンを端的に表すような楽曲として制作された。歌詞は、藤原が「自分にとっての幸せな朝」について考え、頭の中に浮かんだ情景を書き下ろした楽曲[9]。
9. Give me a break
10. これから
藤原が曲を書き始めて2曲目にできた曲で、高校1年生の頃に初のオーディションで演奏された楽曲[9]。
藤原は、「昔すぎて恥ずかしい」という理由から本作への収録を拒んでいたが、ディレクターによる説得と「編曲をCurly Giraffeさんにお願いできるなら」ということから収録された[9]。
11. You and I
全英語詞曲。
父からLINEで送られてきたコード進行を元に歌詞を乗せた楽曲で、当初は「父コード」という仮タイトルが付いていた[9]。
曲の最後の「Just believe. Sunday night」というフレーズは、「明るい朝で始まり、静かな夜で終わる」という構成から[9]。

## 参加ミュージシャン
| Oh Boy! - 藤原さくら：Vocal, A.Guitar - 鈴木正人 (Little Creatures)：Bass, Piano - 栗原務 (Little Creatures)：Drums - 青柳拓次 (Little Creatures)：Other Instruments 「かわいい」 - 藤原さくら：Vocal, A.Guitar - 柳下"DAYO"武史 (SPECIAL OTHERS)：E.Guitar - H ZETT NIRE (H ZETTRIO)：Bass - 宮原良太 (SPECIAL OTHERS)：Drums - H ZETT M (H ZETTRIO)：Piano I wanna go out - 藤原さくら：Vocal, A.Guitar - mabanua：Background Vocal, Other Instruments maybe maybe - 藤原さくら：Vocal, A.Guitar - 関口シンゴ：E.Guitar, A.Guitar, Bass, Keyboard - 杉山賢一郎：Drums, Percussion How do I look? - 藤原さくら：Vocal, A.Guitar - Shingo Suzuki：Other Instruments 1995 - 藤原さくら：Vocal, A.Guitar - 高田漣：E.Guitar, Resonator Guitar - 伊藤大地：Bass - 鈴木優人：Drums | BABY - 藤原さくら：Vocal, A.Guitar - 柳下"DAYO"武史 (SPECIAL OTHERS)：E.Guitar - H ZETT NIRE (H ZETTRIO)：Bass - 宮原良太：Drums - H ZETT M (H ZETTRIO)：Organ good morning - 藤原さくら：Vocal, A.Guitar - Shingo Suzuki：E.Guitar, A.Guitar, Bass - 杉山賢一郎：Drums, Percussion - 村岡夏彦：Keyboard Give me a break - 藤原さくら：Vocal, A.Guitar - 類家心平：Trumpet - mabanua：Other Instruments これから - 藤原さくら：Vocal, A.Guitar - Curly Giraffe：Background Vocal, Other Instruments You and I - 藤原さくら：Vocal, A.Guitar - Shingo Suzuki：Bass, Organ - 松下マサナオ (Yasei Collective)：Drums - 別所和洋 (Yasei Collective)：Piano |

## 参加プロデューサー
- YAGI&RYOTA (SPECIAL OTHERS) - ＃2,7
- Curly Giraffe - ＃10
- 高田漣 - ＃6
- mabanua (Ovall) - ＃3,9
- 関口シンゴ (Ovall) - ＃4,5,8
- Shingo Suzuki (Ovall) - ＃11
- 青柳拓次 (LITTLE CREATURES) - ＃1